# Artur de Connaught
Artur Frederico Patrício Alberto KG, KT, KP, CB, GCMG, GCVO, GCStJ, PC (em inglês: Arthur Frederick Patrick Albert; Londres, 13 de janeiro de 1883 – Londres, 12 de setembro de 1938), foi um membro da real família britânica, filho do príncipe Artur, Duque de Connaught e Strathearn, e neto da rainha Vitória. Ele trabalhou como Governador-geral da África do Sul, de 20 de novembro de 1920 até 3 de dezembro de 1923.

## Biografia
Artur nasceu no Castelo de Windsor, localizado na cidade de Windsor na Inglaterra. O seu pai era o príncipe Artur, Duque de Connaught e Strathearn, o terceiro varão da rainha reinante Vitória do Reino Unido e do príncipe Alberto de Saxe-Coburgo-Gota. Sua mãe era a princesa Luísa Margarida da Prússia, a filha do príncipe Frederico Carlos da Prússia e a princesa Maria Ana de Anhalt-Dessau.
Ele foi o primeiro príncipe real a ser educado no Eton College.
Uma das suas madrinhas de batismo é a grã-duquesa Maria da Prússia (1855–1888), irmã de sua mãe.

## Exército
Depois de terminar a sua educação inicial, Artur foi educado na Royal Military College de Sandhurst e serviu na 7.ª (Queen's Own) de Hussardos. Durante a Segunda Guerra dos Bôeres, ele lutou ativamente pela 7.ª Companhia de Hussardos e ficou vários meses estacionado em Krugersdorp. Em 1907, foi promovido ao cargo de capitão na 2nd Dragoons (Royal Scots Greys). Ele foi nomeado Coronel-Comandante honorífico desse regimento em 1920.
Durante a Primeira Guerra Mundial, Artur serviu como ajudante-de-ordens para os generais John French e Douglas Haig, respectivamente comandantes das forças britânicas na França e na Bélgica. Foi promovido a tenente-coronel em 1919 e depois a coronel da reserva em 1922. Em outubro de 1922, Artur foi promovido ao honorário posto de major general e depois, é nomeado ajudante de ordens de seu primo, rei Jorge V do Reino Unido.
O futuro Jorge VI do Reino Unido era muito novo para realizar funções públicas até depois da Primeira Guerra Mundial, assim Artur participava de uma variedade de funções cerimoniais no Reino Unido e no exterior.

## Família
Em 12 de outubro de 1913, casou-se com a princesa Alexandra, Duquesa de Fife na capela real do Palácio de St. James, localizado na cidade de Londres. A princesa Alexandra era a filha mais velha de Alexandre Duff, 1° Duque de Fife e da princesa Luísa, Princesa Real do Reino Unido, a filha mais velha do rei Eduardo VII do Reino Unido.
Deste casamento, nasceu uma única criança:
- Alastair Arthur Windsor, 2º Duque de Connaught e Strathearn; sem descendência.

## Títulos e honras
- 13 de janeiro de 1883 - 12 de setembro de 1938: Sua Alteza Real, o Príncipe Artur de Connaught

### Honras e honras militares
- KT Ordem do Cardo
- KP Ordem de São Patrício
- CB Ordem do Banho
- GCMG Ordem de São Miguel e São Jorge
- GCVO Real Ordem Vitoriana
- GCStJ Ordem de São João
- PC Conselho Privado do Reino Unido

## Últimos dias
Logo após a ascensão de seu primo, Jorge V do Reino Unido, Príncipe Arthur foi um dos mais velhos homens membro da família real britânica a residir no Reino Unido. Como tal, ele empreendeu uma grande variedade de funções reais, em nome do rei, e agiu como um conselheiro de Estado durante os períodos de ausência do rei, quando no estrangeiro.
Em 1920, Príncipe Arthur sucedeu ao visconde Buxton como governador-geral e comandante-em-chefe da África do Sul. O Conde de Athlone o sucedeu neste posto em 1923. Logo após retornar à Grã-Bretanha, Príncipe Arthur se envolveu em numerosos projetos em instituições de caridade, inclusive servindo como presidente do conselho de administração do Hospital Middlesex. Tal como o seu pai, o Duque de Connaught, ele foi ativo entre os maçons, tornando-se Grão-Mestre Provincial de Berkshire, em 1924.
Príncipe Arthur de Connaught morreu de câncer no estômago aos 55 anos de idade. Uma de suas últimas aparições públicas foi a coroação do rei Jorge VI em maio de 1937. Seu pai, o Duque de Connaught, ainda sobreviveu por mais quatro anos. Seu único filho homem, que utilizou o título de cortesia de Conde MacDuff após 1917, sucedeu seu avô paterno como segundo duque de Connaught e Strathearn e Conde de Sussex em 1942.